# .mq
.mq — в Інтернеті, національний домен верхнього рівня (ccTLD) для Мартиніки.